# Бета Ворона
Бета Во́рона (лат. β Corvi), 9 Ворона (лат. 9 Corvi), HD 109379 — двойная звезда в созвездии Ворона на расстоянии приблизительно 163 световых лет (около 50 парсек) от Солнца. Видимая звёздная величина звезды — +2,64m. Возраст звезды определён как около 280 млн лет.

## Характеристики
Первый компонент — жёлтый гигант или  яркий гигант спектрального класса G5IIBa0,3, или G5II, или G5III, или G5. Масса — около 3,67 солнечных, радиус — около 17,677 солнечных, светимость — около 154,882 солнечных. Эффективная температура — около 5129 K.
Второй компонент — красный карлик спектрального класса M. Масса — около 176,09 юпитерианских (0,1681 солнечной). Удалён в среднем на 2,307 а.е..

## Описание
Звезда имеет собственное название Краз. По словам профессора Джима Калера, название дано в современную эпоху, но его значение точно неизвестно. В каталоге ярких звёзд говорится, что у Ричарда Аллена эта звезда не упоминается, но она присутствует в атласе Антонина Бечвара под именем Kraz.
Примерно 300 миллионов лет назад Краз был ярким гигантом спектрального класса B7. В настоящее время Краз находится на той стадии эволюции звезды, когда у неё завершается формирование гелиевого ядра. Это значит, что он станет красным гигантом, со светимостью в пять раз, большей, чем сейчас. Этот этап эволюции относительно короткий, и большинство таких звёзд, в конце концов, становятся белыми карликами.
Краз относится к типу так называемых умеренных бариевых звёзд. Это значит, что он был загрязнён барием при перетекании массы со своего компаньона, поскольку сам он ещё бария не вырабатывает.